# Ком'ятна
Ком'ятна (словац. Komjatná) — село, громада округу Ружомберок, Жилінський край. Кадастрова площа громади — 14.54 км².
Населення 1574 особи (станом на 31 грудня 2022 року).

## Географія
Протікають потік Лікавка і Ком'ятна.

## Історія
Ком'ятна згадується 1330 року.

## Населення
| Рік:            | 1994. | 2004.   | 2014.   | 2024.   |
| --------------- | ----- | ------- | ------- | ------- |
| Кількість осіб: | 1392  | 1485    | 1521    | 1574    |
| Різниця:        |       | +6,68 % | +2,42 % | +3,48 % |

| Рік:            | 2023. | 2024.   |
| --------------- | ----- | ------- |
| Кількість осіб: | 1573  | 1574    |
| Різниця:        |       | +0,06 % |